# Cantone di Cheval-Blanc
Il Cantone di Cheval-Blanc è una divisione amministrativa degli arrondissement di Apt e di Avignone.
È stato istituito a seguito della riforma dei cantoni del 2014, che è entrata in vigore con le elezioni dipartimentali del 2015.

## Composizione
Comprende i comuni di:
- Cabrières-d'Avignon
- Cadenet
- Cheval-Blanc
- Cucuron
- Lagnes
- Lauris
- Lourmarin
- Maubec
- Mérindol
- Puget
- Puyvert
- Robion
- Taillades
- Vaugines